# Liste des circuits de Formule Tasmane
Les circuits présentés dans cette liste sont ceux qui ont été utilisés, au moins une fois entre 1964 et 1975, pour une course de Formule Tasmane. Au total, 11 circuits ont accueilli des courses, le premier fut le circuit néo-zélandais de Levin qui ouvrit le championnat le 4 janvier 1964 et le dernier, le circuit australien de Sandown avec une ultime épreuve le 23 février 1975. Toutes les courses se sont disputées sur des circuits australiens et néo-zélandais.
| Pays             | Circuit          | Ville                        | Saisons                                                                | Courses disputées |
| ---------------- | ---------------- | ---------------------------- | ---------------------------------------------------------------------- | ----------------- |
| Australie        | Adélaïde         | Virginia, Adélaïde           | 1972, 1973, 1974, 1975                                                 | 4                 |
| Australie        | Lakeside Park    | Pine Rivers, Brisbane        | 1964, 1966, 1967, 1969                                                 | 4                 |
| Australie        | Longford         | Longford                     | 1964, 1965, 1966, 1967, 1968                                           | 5                 |
| Australie        | Oran Park        | Narellan, Sydney             | 1974, 1975                                                             | 2                 |
| Australie        | Sandown          | Springvale, Melbourne        | 1964, 1965, 1966, 1967, 1968, 1969, 1970, 1971, 1972, 1973, 1974, 1975 | 12                |
| Australie        | Surfers Paradise | Surfers Paradise, Gold Coast | 1968, 1970, 1971, 1972, 1973, 1974, 1975                               | 7                 |
| Australie        | Warwick Farm     | Warwick Farm, Sydney         | 1964, 1965, 1966, 1967, 1968, 1969, 1970, 1971, 1972, 1973             | 10                |
| Nouvelle-Zélande | Levin            | Levin                        | 1964, 1965, 1966, 1967, 1968, 1969, 1970, 1971, 1972, 1973, 1974, 1975 | 12                |
| Nouvelle-Zélande | Pukekohe Park    | Pukekohe                     | 1964, 1965, 1966, 1967, 1968, 1969, 1970, 1971, 1972, 1973, 1974, 1975 | 12                |
| Nouvelle-Zélande | Teretonga Park   | Invercargill                 | 1964, 1965, 1966, 1967, 1968, 1969, 1970, 1971, 1972, 1973, 1974, 1975 | 12                |
| Nouvelle-Zélande | Wigram Airfield  | Wigram, Christchurch         | 1964, 1965, 1966, 1967, 1968, 1969, 1970, 1971, 1972, 1973, 1974, 1975 | 12                |